# حكومة البرازيل الاتحادية
حكومة البرازيل الاتحادية هي الحكومة الوطنية لجمهورية البرازيل الاتحادية، والبرازيل اتحاد في أميركا الجنوبية ينقسم إلى 26 ولاية ومقاطعة اتحادية. تنقسم الحكومة البرازيلية إلى 3 فروع: السلطة التنفيذية التي يترأسها الرئيس ووزراؤه؛ والسلطة التشريعية التي تحكم بصلاحيات المعطاة في الدستور في المجلس الوطني البرازيلي؛ والسلطة القضائية التي تحكم سلطاتها تأتي من دار القضاء العالي والمحاكم الاتحادية الأدنى. مقر الحكومة الاتحادية في مدينة برازيليا، فأحيانا يشار إلى الحكومة البرازيلية بمجرد اسم «برازيليا».

## السلطة التنفيذية

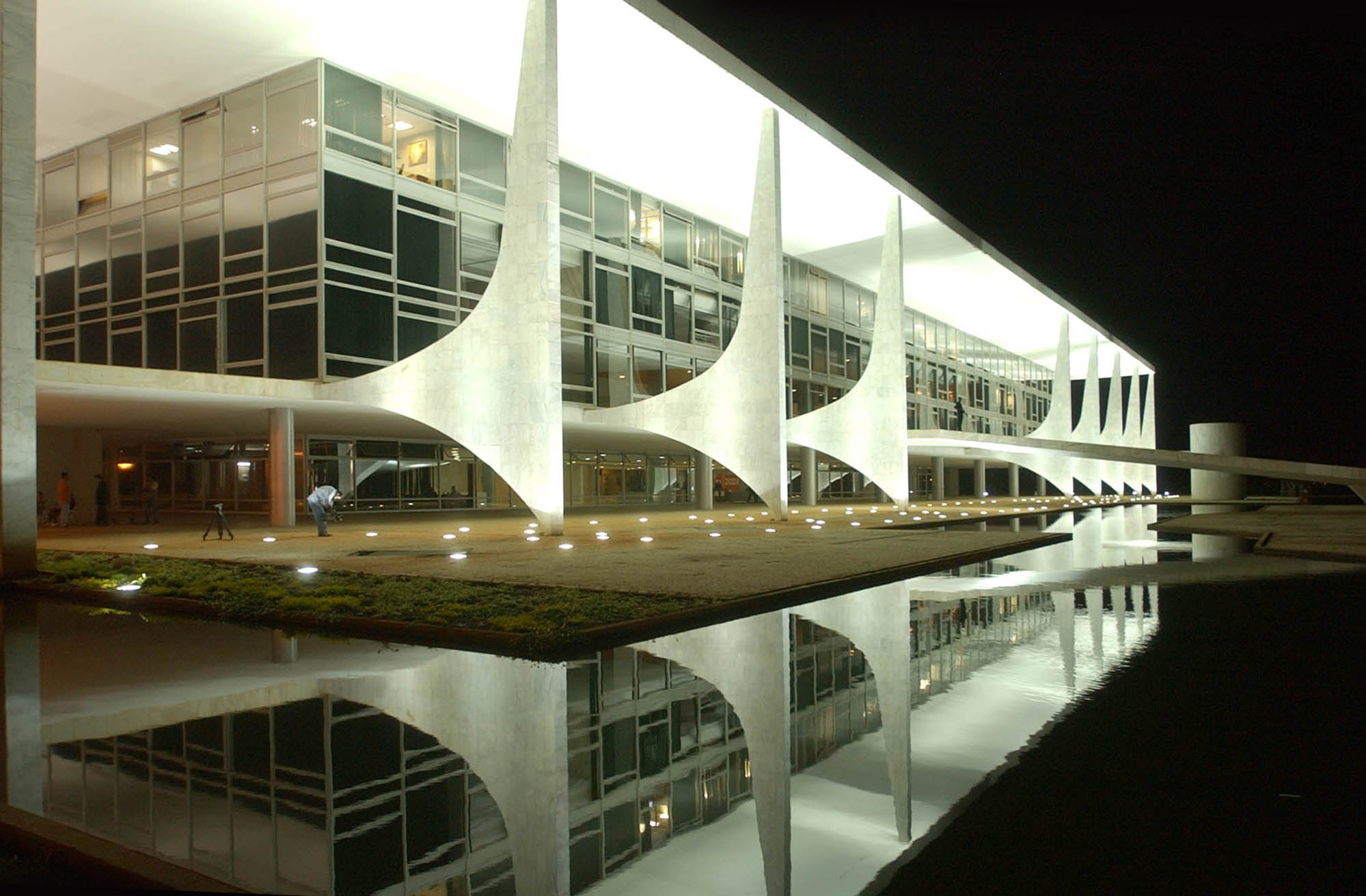
قصر السهل العالي (بالاسيو دو بلاناوتو)، وهو مقر السلطة التنفيذية للحكومة البرازيلية

### صلاحيات ودور رئيس الجمهورية
البرازيل جمهورية اتحادية (فيدرالية) ذات نظام رئاسي تنفيذي حيث يمنح الدستور صلاحيات واسعة لرئيس الجمهورية الذي يعد أعلى صاحب أعلى منصب في السلطة التنفيذية ويمثل البلاد في المحافل الدولية ويتولى تعيين أعضاء مجلس الوزراء شريطة حصولهم على موافقة مجلس الشيوخ، إضافةً إلى تعيين قضاة المحكمة الاتحادية العليا. كما أن الرئيس هو رئيس الأركان العامة للجيش والقوات المسلحة.
يتمتع رئيس الجمهورية بالصلاحيات الحصرية للقيام بما يلي:
تحدد المادة رقم 84 من الدستور البرازيلي الصلاحيات الحصرية التي يتمتع بها الرئيس:
1. تعيين وعزل وزراء الحكومة الاتحادية؛
2. ممارسة الإدارة العليا للإدارة الاتحادية، بمساعدة وزراء الحكومة الاتحادية؛
3. طرح تشريعات، بالطريقة والحالات التي ينص عليها هذا الدستور؛
4. الموافقة على القوانين ونشرها، إضافة إلى إصدار المراسيم والأنظمة اللازمة لتنفيذها بدقة؛
5. الاعتراض على مشاريع القوانين، كلياً أو جزئياً؛
6. إصدار المراسيم من أجل ما يلي: (أ). تنظيم وعمل الإدارة الاتحادية، عندما لا ينطوي ذلك على زيادة في النفقات ولا على إنشاء أو إلغاء مؤسسات عامة؛ (ب). إلغاء المناصب أو الوظائف العامة، عندما تكون شاغرة؛
7. الاحتفاظ بعلاقات مع الدول الأجنبية واعتماد ممثليها الدبلوماسيين؛
8. إبرام معاهدات واتفاقيات دولية، شريطة موافقة الكونغرس الوطني؛
9. إعلان حالة الدفاع أو حالة الحصار؛
10. إعلان وإنفاذ التدخل الاتحادي؛
11. إرسال رسالة وخطة حكومية إلى الكونغرس الوطني عند افتتاح الجلسة التشريعية، يصف حالة البلاد ويطلب الإجراءات التي يعتبرها ضرورية؛
12. منح العفو وتخفيض الأحكام، بعد الاستماع، عند الضرورة، إلى الهيئات المؤسَّسة بموجب القانون؛
13. ممارسة القيادة العامة للقوات المسلحة، وتعيين قادة الأسطول والجيش والقوات الجوية، وترفيع ضباطها وتعيينهم في المناصب المخولين لها حصراً؛
14. بعد موافقة مجلس الشيوخ الاتحادي، تعيين أعضاء المحكمة الاتحادية العليا والمحاكم العليا وحكّام المقاطعات والنائب العام للجمهورية وحاكم ومدراء المصرف المركزي وغيرهم من موظفي الخدمة المدنية، عندما ينص القانون على ذلك؛
15. مع مراعاة أحكام المادة 73، تعيين أعضاء محاكم الحسابات في الاتحاد؛
16. تعيين القضاة، في الحالات التي ينص عليها الدستور، والمحامي العام للاتحاد؛
17. تعيين أعضاء مجلس الجمهورية، طبقاً لأحكام المادة 89 ،7؛
18. دعوة مجلس الجمهورية ومجلس الدفاع الوطني إلى الاجتماع وترؤس جلساتهما؛
19. إعلان الحرب، في حالة العدوان الأجنبي، عندما يخوَّل له بذلك من قبل الكونغرس الوطني أو عند تصديقه إذا حدث العدوان بين جلستين تشريعيتين، وإعلان بالتعبئة الوطنية الكاملة أو الجزئية بموجب نفس الظروف؛
20. صناعة السلام، إذا خُوِّل له بذلك من قبل الكونغرس الوطني، أو بعد تصديق الكونغرس على ذلك؛
21. منح الأوسمة والمكافآت التشريفية؛
22. في الحالات التي ينص عليها القانون المكمل، السماح للقوات الأجنبية بالعبور على الأراضي البرازيلية أو البقاء عليها بشكل مؤقت؛
23. تقديم الخطة متعددة السنوات، ومشروع قانون توجيهات الموازنة ومقترحات الموازنة التي ينص عليها هذا الدستور للكونغرس الوطني؛
24. تقديم الحسابات السنوية إلى الكونغرس الوطني عن السنة المالية السابقة، خلال ستين يومًا من افتتاح الجلسة التشريعية؛
25. ملء وإلغاء الشواغر في المناصب الحكومية الاتحادية، طبقاً لأحكام القانون؛
26. إصدار إجراءات مؤقتة تتمتع بقوة القانون فيما يتعلق بأحكام المادة 62؛
27. ممارسة الصلاحيات المنصوص عليها في هذا الدستور

## السلطة التشريعية
1. مجلس الشيوخ الاتحادي (Senado Federal)، الذي يتكون من 81 مقعدا: 3 عضو من كل ولاية والمقاطعة الاتحادية، منتخبين بمقتضى حكم الأغلبية لدورة مدتها 8 سنوات. ينتخب ثلث منهم بعد فترة مدتها 4 سنوات ثم ينتخب الثلثان الآخران بعد فترة السنوات الأربعة التالية
2. مجلس النواب (Câmara dos Deputados)، الذي يتكون من 513 مقعد وينتخب النواب لدور مدتها 4 سنوات ويوزع المقاعد بمقتضى التمثيل النسبي. يوزع المقاعد على الولايات بالنسبة لعدد سكانها، وكل ولاية لها الحق في 8 نواب على الأقل والحد الأقصى 70.

ما من حدود لعدد الدور التي يمكن أن يضطلع الممثل بها في أي مجلس من المجلسين. 

حاليا هناك 15 حزبا سياسيا في المجلس الوطني البرازيلي. من المعتاد أن يغير السياسي حزبه ولذلك فقررت دار القضاء العالي أن المقعد ينتمي إلى الحزب وليس إلى السياسي الذي يحتله.

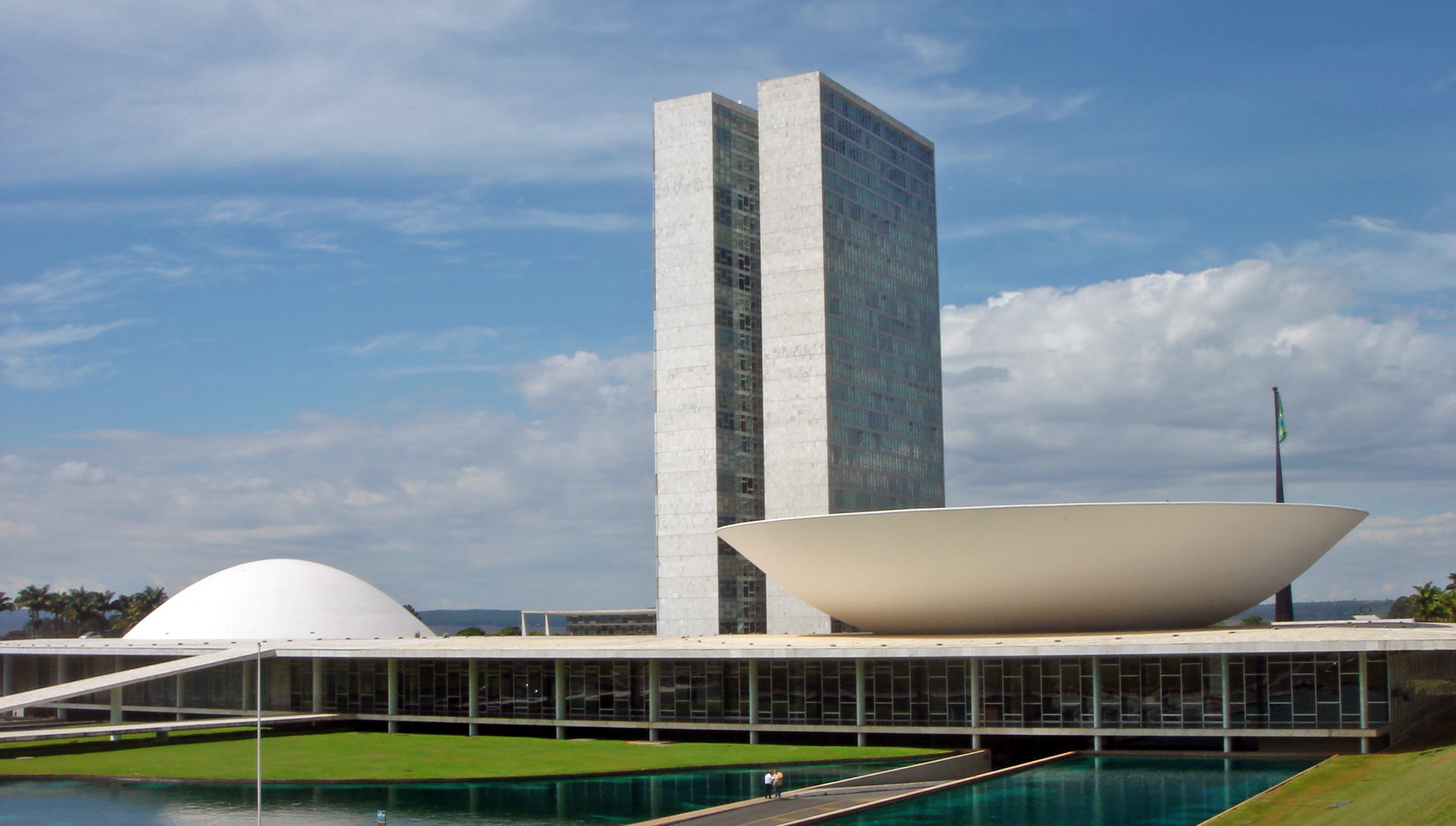
قصر المجلس الوطني
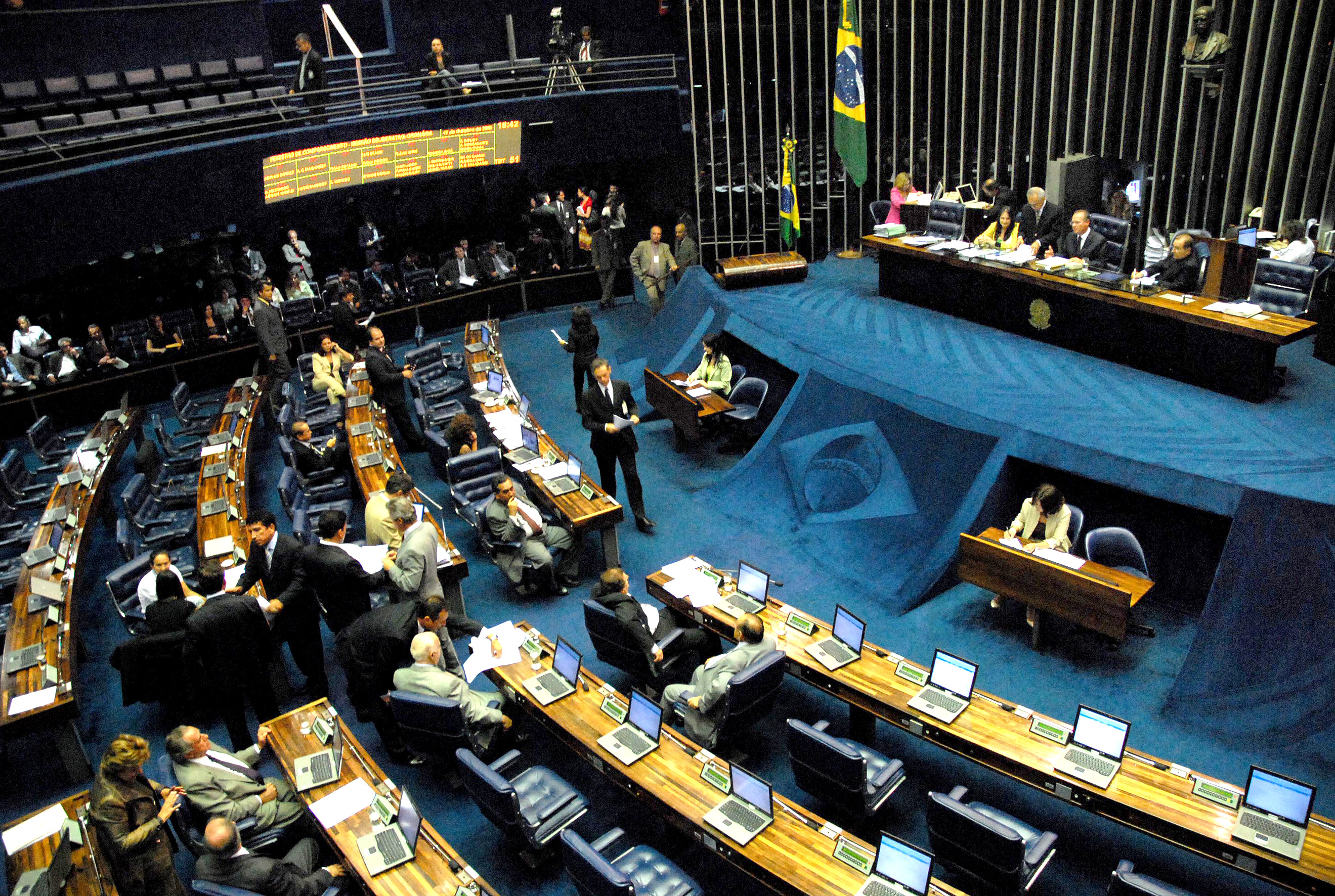
مجلس الشيوخ الاتحادي، المجلس الأعلى
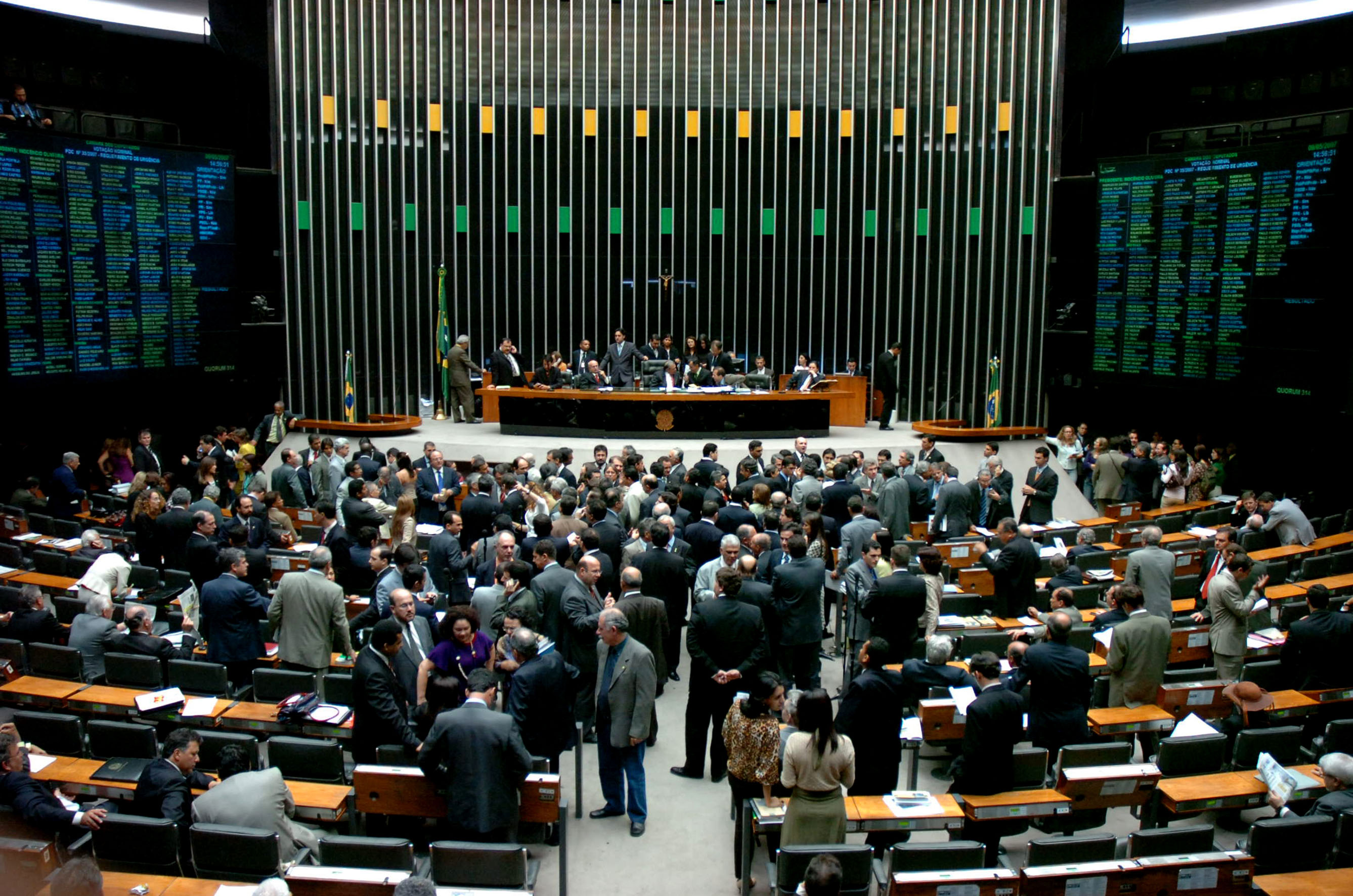
مجلس النواب، المجلس الأدنى

## السلطة القضائية
تعمل المحاكم البرازيلية بمقتضى القانون المدني في نظام المغارمة. السلطة القضائية منظمة ضمن أنظمة الولايات والأنظمة الاتحادية والتي تتمتع بولايات قضائية مختلفة.
يتولى قضاة المحاكم الابتدائية مناصبهم بعد خضوعهم لاستجواب تنافسي عام. تجري عملية ترقية قضاة محاكم الدرجة الثانية من بين قضاة المحاكم الابتدائية. أمَّا بالنسبة لقضاة المحاكم العلوِيَّة فيتولى رئيس الجمهورية تعيينهم في مناصبهم التي يشغلونها لمدى الحياة بعد أن يوافق عليها مجلس الشيوخ الاتحادي. ويجب على جميع الحكام والقضاة أن يكونوا متخرجين من كليات حقوقية، كما يجب على القضاة البرازيليين التقاعد عند بلوغهم سن السبعين من العمر.

### الفرع القضائي الاتحادي

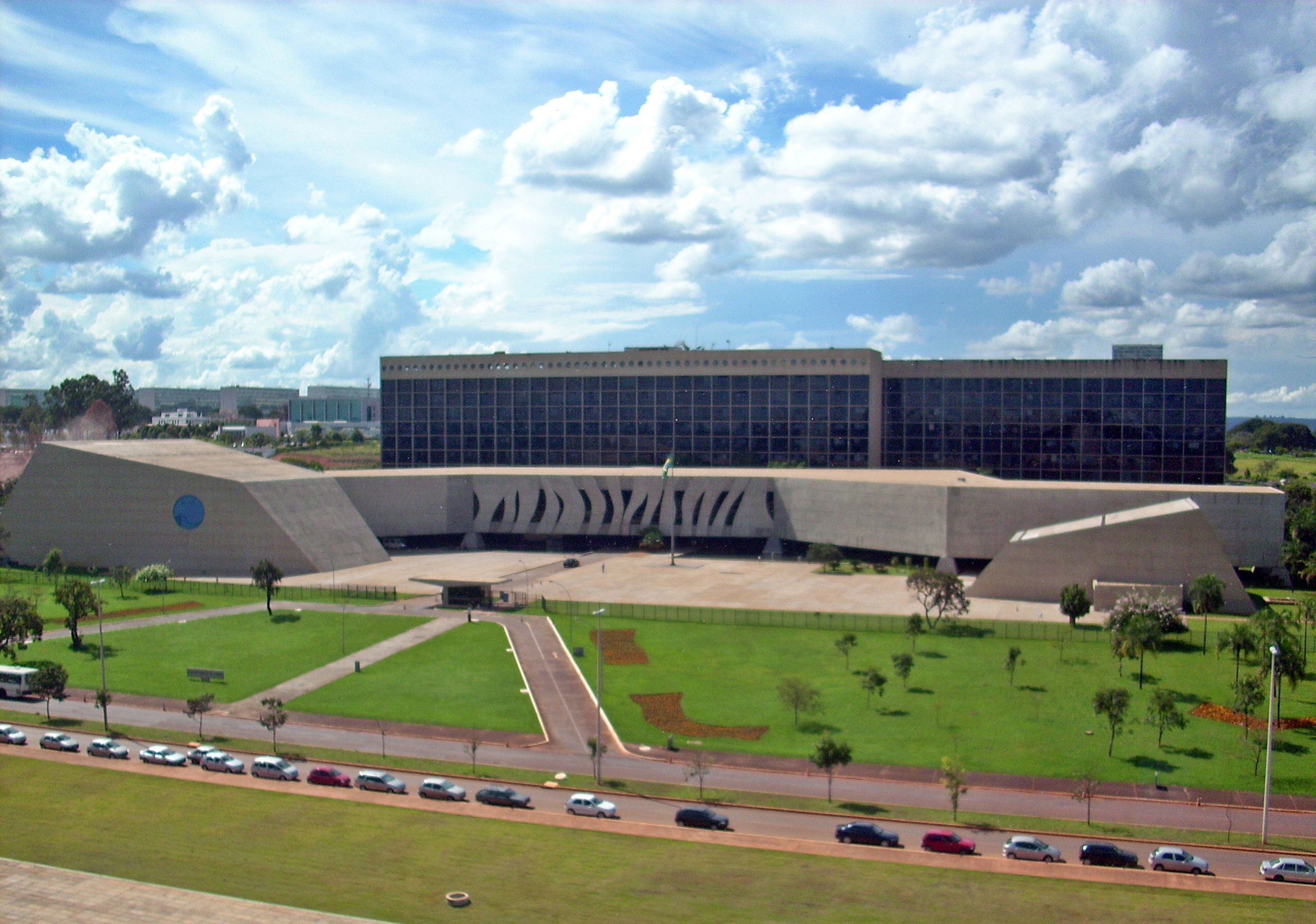
محكمة العدالة العليا

### المحاكم العليا

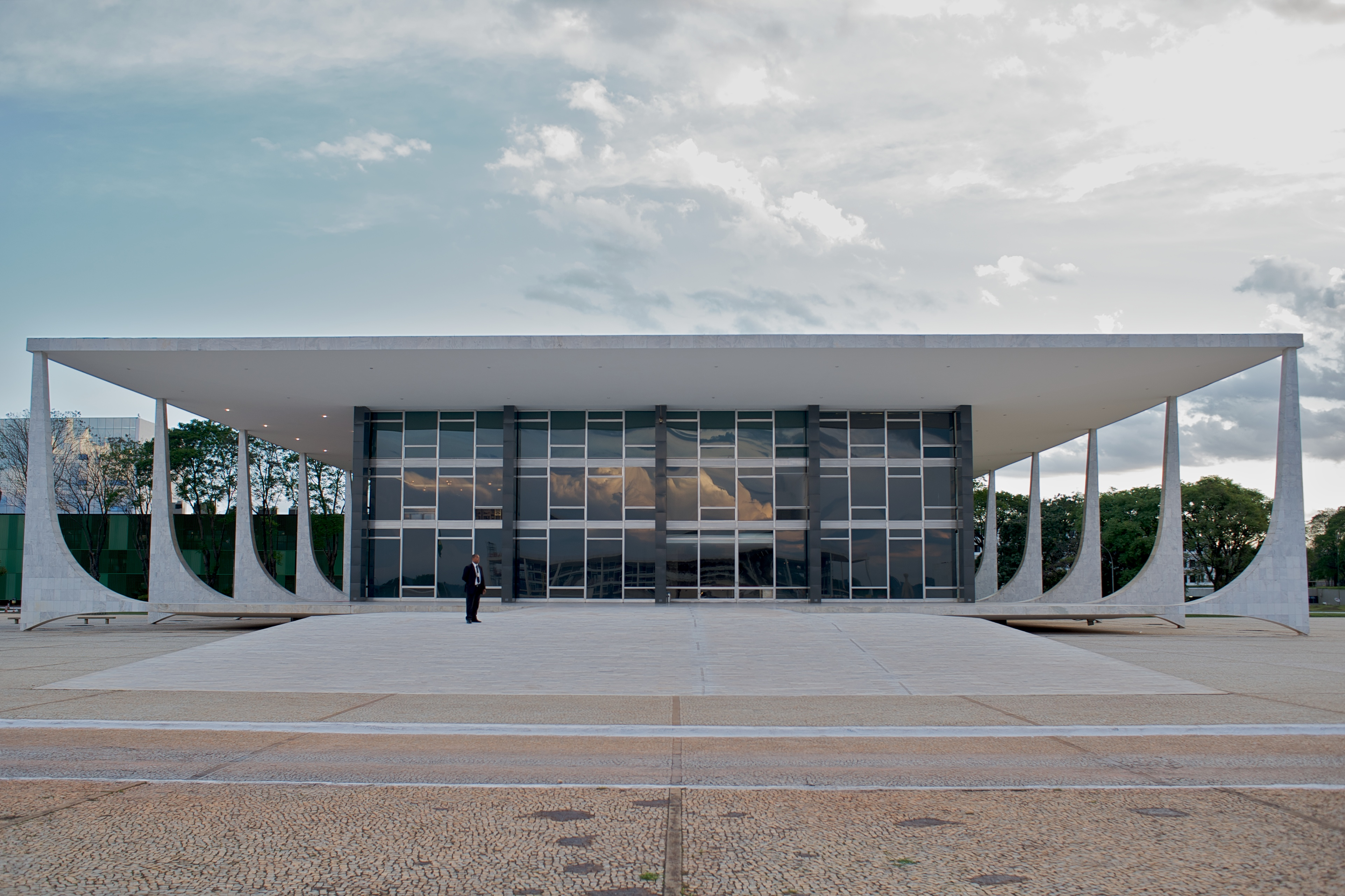
القضاء العالي الاتحادي

## وصلات خارجية
- الموقع الرسمي للرئاسة البرازيلية (بالبرتغالية)